# Everton Nogueira
Everton Nogueira (født 12. december 1959) er en tidligere brasiliansk fodboldspiller.
Han har spillet for flere forskellige klubber i sin karriere, herunder Yokohama Marinos.